# نهائي بطولة الأندية الآسيوية 1967
نهائي بطولة الأندية الآسيوية 1967(دوري أبطال آسيا حالياً) هي مباراة كرة قدم لعبت بين نادي هبوعيل تل أبيب ونادي سلاغور وإنتهت المباراة بفوز هبوعيل تل أبيب بنتيجة 2–1. ليتوّج هبوعيل تل أبيب بطلاً لبطولة الأندية الآسيوية.

## تفاصيل المباراة
| هبوعيل تل أبيب                          | 2–1 | سلاغور   |
| --------------------------------------- | --- | -------- |
| داني بورسوك 70' · ياكوف راشمينوفيتش 75' |     | 50' أسلم |

## وصلات خارجية
- بطولة الأندية الآسيوية 1967 على RSSSF.com